# Tokyo Opera Nomori
 (février 2024).
Si vous disposez d'ouvrages ou d'articles de référence ou si vous connaissez des sites web de qualité traitant du thème abordé ici, merci de compléter l'article en donnant les références utiles à sa vérifiabilité et en les liant à la section « Notes et références ».
La compagnie lyrique Tokyo Opera Nomori a été fondée officiellement le 7 mars 2003 par Seiji Ozawa, Tokyo opera no mori se traduisant par "l'opéra de la forêt de Tokyo". Ce fut un grand évènement pour l'archipel nippon car il s'agissait de la création de la première compagnie lyrique du Japon. Celle-ci comprend l'orchestre du Tokyo Opera Nomori et le chœur du Tokyo Opera Nomori.

Son fondateur explique ses intentions : « Mon objectif avec la Tokyo Opera Nomori est de créer une compagnie associant des musiciens japonais et des chanteurs de classe internationale en réalisant des productions au Japon. Ces productions pourront ensuite être exportées vers d'autres pays et festivals plutôt que ce soit toujours le Japon qui importe des productions venues de l'étranger ».
La première œuvre donnée par la compagnie a été Elektra de Richard Strauss.

## Direction musicale
- Seiji Ozawa